# 彭錫命
彭錫命（1556年—？），字君寵，號憶岡，江西臨江府新淦縣人，民籍，明朝政治人物。

## 生平
壬午鄉試五十名，萬曆十四年（1586年）丙戌科會試九十九名，登三甲第一百四十三名進士。吏部观政。

## 家族
曾祖彭斐彬；祖父彭質粹；父彭鶴。母楊氏。慈侍下。弟锡位（庠生）、锡禄。